# مراد (قبيلة)
مراد هي قبيلة عربية ذات شهرة واسعة ووتقع في محافظة مأرب شرق اليمن. تنتشر في محافظات أخرى ولها تواجد في العراق والاهواز والمغرب العربي وغيرها وهي رأس قبائل مذحج، الكبيره وينتسبون إلى مراد بن مذحج. وتعتبر مراد من أكبر قبائل مذحج تفرعا وبطون وينسب إلى قبيلة مراد خلق كثير من الجاهلية والصحابة ومن بعدهم العديد من المسلمين ومن المسيحيين 

## النسب
مراد  يُحابر وهو مراد  بن مالك (وهو مذحج) بن أدد بن زيد بن يشجب بن عريب بن زيد بن كهلان بن سبأ بن يشجب بن يعرب بن قحطان

## التاريخ
قبيلة مراد هي رأس قبائل مذحج واحد اشهر القبائل العربية في التاريخ ومن القبائل القحطانية المنتمية الى سباء  
وتعتبر مراد  من القبائل القديمة جدا وله ذكر اكثر 2500 سنة تقريباً سواء في النقوش المسندية وقصص وكتب المؤرخين والنسابه 
مراد شاركت في العديد من المعارك والفتوحات الاسلامية  شرقا وغربا وكانت من أشد العرب في الجاهلية  وذكرت كثيرأ في التاريخ وهي من اكثر قبائل مذحج عددً وتفرع وبطون . 
وفد مراد قدم على رسول الله صلى الله عليه وسلم في السنة  العاشرة  للهجرة عام الوفود بقيادة الصحابي فروة بن مسيك المرادي الذي استعمله رَسُولُ اللَّهِ عَلَى مُرَادٍ وَزُبَيْدٍ وَمَذْحِجٍ كُلِّهَا، وَبَعَثَ مَعَهُ خَالِدَ بْنَ سَعِيدِ بْنِ الْعَاصِ عَلَى الصَّدَقَةِ، وَكَانَ مَعَهُ فِي بِلادِهِ حَتَّى تُوُفِّيَ رَسُولُ اللَّهِ 
كانت مراد قبل الاسلام تسكن المنطقة الواقعة من جنوب نجران والتثليث والجوف الى ابين وزبيد وبعض مناطق الببيضاء  وكانت ابين سوقها ومختلطة الى قبائل كندة بحضرموت وبسبب المعارك والحروب التي دايما ماتنتصر بها مراد المذحجية وبعد معركة ذات الردم التي انتصرت بها همدان بمعاونة الفرس على مراد خرجت مراد من الجوف الى مناطقها بمارب( مديريريات:- الجوبه-جبل مراد-العبديه _ ماهلية-رحبه_حريب ) ومناطق البيضاء  وماتزال حتى اليوم ولها بطون كبيره في البيضاء وشبوة وحضرموت والمهرة وغيرها  

## المشاهير
- قيس بن المكشوح المرادي فارس مذحج  هو كما قال ابنُ الكلبي: قيس بن المكشوح، واسمه هُبيرة بن عبد يغوث بن الغُزَيِّل بن بدا بن عامر بن عوبثان بن زاهر بن مُرَادإِنما قيل له المكشوح لأَنه كوِي. وقيل: لأَنه ضرب على كَشْحِه وهو من فرسان العرب في الجاهلية والفارس المشهور في فجر الإسلام   كان صحابياً وهو الذي قتل باذان الفارسي وقتل الأسود العنسي ، وكانت له مواقف في الفتوحات في زمن عمر وعثمان ما، ومنها معركتا اليرموك والقادسية الشهيرتان.   ويقول الطبري أن عمر بن الخطاب أمد أبا عبيدة بن الجراح بمعركة اليرموك بقيس بن هبيرة، وقد رجع العراق مع أهل العراق ولم يكن منهم. ويضيف الطبري بأن عمر بن الخطاب أمد سعد بن أبي وقاص بالعراق بسبعمائة فارس بقيادة قيس بن مكشوح المرادي المذحجي، قدموا من اليرموك لمساندة جيش المسلمين بيوم القادسية (معركة القادسية الشهيرة).
- فروة بن المسيك المرادي

فَرْوَة بن المُسَيْك الغطيفي المرادي المذحجي  (? - 650 م) هو صحابي من أهل اليمن، ووفد عليه في السنة العاشرة للهجرة وعينه النبي على صدقات قومه. مذحج.
أبو عُمير، فَرْوة بن مُسَيك بن الحارث بن سَلَمة بن الحارث بن ذويد بن مالك بن مُنَبه بن غُطَيف بن عبد اللّه بن ناجية بن مُرَاد المراديّ، ينتهي نسبه إلى قبيلة مَذْحِج. فارس وشاعرٌ ذو، كان له غَناء كثير في الجاهلّية والإسلام، صحابيّ من الولاة، أسلم عام الفتح، ذُكِر أنّه كان في الجاهليّة موالياً لملوك كندة، ثم فارقهم لمّا أسلم وحسن إسلامه.
|  |

وفد على النّبيّ وهو في المدينة، فأنزله سعدُ بنُ عُبادة عليه، ثم غدا على الرسول فسلّم عليه ثم قال: يا رسول الله، أنا لِمَن ورائي من قومي فأجازه الرسول باثنتي عشرة أُوْقِيّة (والأوقية = 40 درهماً)، وحمله على بعير نجيب، وأعطاه عُمان.

### وفود فروة بن مسيك المرادي إلى رسول الله صلى الله عليه وسلم
قال ابن إسحاق: وقدم فروة بن مسيك المرادي مفارقا لملوك كندة، ومباعدا لهم إلى رسول الله صلى الله عليه وسلم وقد كان بين قومه مراد وبين همدان وقعة قبيل الإسلام، أصابت همدان من قومه حتى أثخنوهم، وكان ذلك في يوم يقال له: الردم، وكان الذي قاد همدان إليهم الأجدع بن مالك. قال ابن هشام: ويقال مالك بن خريم الهمداني. قال ابن إسحاق: فقال فروة بن مسيك في ذلك اليوم:
- أويس القرني المرادي أويس بن عامر بن جزء بن مالك القرني المرادي (28 ق هـ - 37 هـ /594م -657م): أحد النساك العباد المقدمين، من سادات التابعين. أصله من اليمن، من بلدة  ردمان. أسلم على عهد رسول الله صلى الله عليه وسلم ومنعه من القدوم عليه بره بأمه، وجاء في صحيح مسلم «إن خير التابعين رجل يقال له أويس، وله والدة، وكان به بياض. فمروه فليستغفر لكم».

## نسبه
أُويس بن عامر - لقبه الخليص - بن جزء بن مالك بن عمرو بن سعد بن عصوان بن قرن بن ردمان بن ناجية بن مراد.
وقد بشر النبي صلى الله عليه وسلم به وذكر اسمه، نسبه، وصفاته لأصحابه، فكان إذا أتى على عمر بن الخطاب أمدَاد أهلِ اليمن الغزاة الذين يمدون جيوش الإسلام في الغزو، يسأل عنه، حتى وصل إليه. وجاء في صحيح مسلم:«كان عمر بن الخطاب إذا أتى عليه أمداد أهل اليمن، سألهم: أفيكم أويس بن عامر؟ حتى أتى على أويس فقال: أنت أويس بن عامر؟ قال: نعم، قال: من مراد ثم من قرن؟ قال: نعم، قال: فكان بك برص فبرأت منه إلا موضع درهم؟ قال: نعم، قال: لك والدة؟ قال: نعم، قال: سمعت رسول الله صلى الله عليه وسلم يقول: يأتي عليكم أويس بن عامر مع أمداد أهل اليمن، من مراد، ثم من قرن كان به برص فبرأ منه إلا موضع درهم، له والدة هو بها بر، لو أقسم على الله لأبره، فإن استطعت أن يستغفر لك فافعل فاستغفر لي، فاستغفر له. فقال له عمر: أين تريد؟ قال: الكوفة، قال: ألا أكتب لك إلى عاملها؟ قال: أكون في غبراء الناس أحب».سكن الكوفة في حدود سنة 19 هـ، ثم شهد معركة نهاوند في جيش الكوفة.وعاش أكثر دهره مستخفيا، وجعل الناس في طلبه من كل موضع، ويتمسحون به، وكان - كثيرا - يقول: ماذا لقيتُ من عمر بن الخطاب حين عرفني الناس. شهد مع علي بن أبي طالب يوم صفين وكان على الرَّجالة،يضرب بالسيفين، فأصيب يومها،وانتقضت عليه جراحته، فمات في الرقة،وفيها مسجد أويس القرني بجوار قبره، وقد زاره ياقوت الحموي.

## سيرته
ولد وعاش مع قومه بني مراد في اليمن، وانتقل إلى الكوفة، فناصر علي بن أبي طالب في صفين وبها استشهد. وقد روى عن عمر وعلي، وتعلم على يد كثير من الصحابة ونهل من علمهم حتى صار من أئمة التابعين زهدًا وورعًا. وقد تعلم منه خلق كثير، تعلموا منه بره بأمه، وتواضعه لربه رغم ما ورد في فضله من أحاديث، ورغم ما ذكره به عمر بن الخطاب، وروى عنه بشير بن عمرو وعبد الرحمن بن أبي ليلى.

## فضله ومناقبه
لأويس القرني مكانة عظيمة يعرفها الصحابة رضوان الله عليهم لما سمعوه من النبي محمد صلى الله عليه وسلم، ولقد أفرد الإمام مسلم في صحيحه بابًا من فضائل أويس القرني، وروى مسلم بسنده عن أسير بن جابر قال:
|  | كان عمر بن الخطاب إذا أتى عليه أمداد أهل اليمن سألهم: "أفيكم أويس بن عامر؟" حتى أتى على أويس فقال: "أنت أويس بن عامر؟" قال: "نعم" قال: "من مراد ثم من قرن؟" قال: "نعم" قال: "فكان بك برص فبرأت منه إلا موضع درهم؟" قال: "نعم" قال: "لك والدة؟" قال: "نعم" قال: "سمعت رسول الله يقول لصحابته: يأتي عليكم أويس بن عامر مع أمداد أهل اليمن من مراد ثم من قرن كان به برص فبرأ منه إلا موضع درهم له والدة هو بها بر لو أقسم على الله لأبره؛ فإن استطعت أن يستغفر لك فافعل؛ فاستغفر لي" فاستغفر له، فقال له عمر: "أين تريد؟" قال: "الكوفة" قال: "ألا أكتب لك إلى عاملها؟" قال: "أكون في غبراء الناس أحب إلي" قال: فلما كان من العام المقبل حج رجل من أشرافهم فوافق عمر فسأله عن أويس قال: "تركته رث البيت قليل المتاع" قال: "سمعت رسول الله يقول: يأتي عليكم أويس بن عامر مع أمداد أهل اليمن من مراد ثم من قرن كان به برص فبرأ منه إلا موضع درهم له والدة هو بها بر لو أقسم على الله لأبره فإن استطعت أن يستغفر لك فافعل فأتى أويسًا فقال: "استغفر لي" قال: "أنت أحدث عهدا بسفر صالح فاستغفر لي" قال: "لقيت عمر؟" قال: "نعم" فاستغفر له ففطن له الناس فانطلق على وجهه قال أسير وكسوته بردة فكان كلما رآه إنسان قال: من أين لأويس هذه البردة. |

ونَادَى رَجُلٌ مِنْ أَهْلِ الشَّامِ يَوْمَ صِفِّينَ: فقال: "أَفِيكُمْ أُوَيْسٌ الْقَرَنِيُّ" قَالُوا: "نَعَمْ" قَالَ: "سَمِعْتُ رَسُولَ اللَّهِ إِنَّ مِنْ خَيْرِ التَّابِعِينَ أُوَيْسًا الْقَرَنِيَّ. ذكره ابن سعد في الطبقة الأولى من تابعي أهل الكوفة وقال: «كان ثقة». وذكره البخاري فقال: «في إسناده نظر». وقال ابن عدي: «ليس له رواية». وكان مالك ينكر وجوده إلا أن شهرته وشهرة أخباره لا تسع أحدا أن يشك فيه.

### خير التابعين وأفضلهم
كان أويس من كبار التابعين، ومن أفضلهم، على خلاف بين العلماء حول أفضل التابعين على الإطلاق، قال أحمد: هو سعيد بن المسيب، وقيل: هو أويس القرني، وقيل: الحسن البصري والصواب: أويس لما في صحيح مسلم: « أن من خير التابعين رجل يقال له أويس » وبعضهم قال: الأعلم: سعيد بن المسيب، والأزهد والعابد: أويس.

## جهاده ووفاته
خرج أويس القرني مع علي بن أبي طالب في موقعة صفين، وتمنى الشهادة ودعا الله قائلاً: «اللهم ارزقني شهادة توجب لي الحياة والرزق ». وقاتل حتى استشهد فنظروا فإذا عليه نيف وأربعون جراحة، وكان ذلك سنة 37 هـ في وقعة صفين.
- هاني بن عروة بن نمران المرادي هانيء بن عروة بن نمران بن عمرو بن قعاس بن عبد يغوث بن مخدش بن حصر بن غنم بن مالك بن عوف بن منبه بن غطيف بن مراد بن مذحج أبو يحيى المذحجي المرادي الغطيفي. تابعي جَّليل من أصحاب علي بن أبي طالب, حارب معه في الجمل وصفين والنهروان, وهو من أعلام القرن الأول الهجري. كان هانيء من وجهاء أنصار علي بن أبي طالب في مدينة الكوفة ومن المناصرين لمسلم بن عقيل وثورته. ألقى عبيد الله بن زياد القبض عليه وأُعدم في يوم عرفة التاسع من ذو الحجة سنة 60 للهجرة  كان هانئ سيداً في قومه وقد سجل لنا المسعودي في تاريخه وغيره من المؤرخين ما يشير إلى عظم مكانة الرجل في قومه بأن هانئ بن عروة كان شيخ مراد وزعيمها إذا ركبَ ركبَ معه أربعة آلاف دارع وثمانية آلاف راجل، فإذا أجابتها أحلافها من كندة وغيرها كان في ثلاثين ألف دارع

```
شريك بن عمرو بن عبد يغوث المرادي
```

- علي ناصر القردعي المرادي